# Renato Mocellini
Renato Mocellini (* 2. April 1929 in Vahrn; † 9. November 1985) war ein italienischer Bobfahrer aus Südtirol.

## Werdegang
Der in Sterzing aufgewachsene Renato Mocellini soll im Winter auf der Jaufenpassstraße das Bobfahren erlernt haben.
Bei den Olympischen Winterspielen 1956 in Cortina d’Ampezzo gewann Renato Mocellini, in der Mannschaft mit Eugenio Monti, Ulrico Girardi und Renzo Alverà, die Silbermedaille in der Zeit von 5:12,10; Sieger wurde der Schweizer Bob.
Bei der Bob-Weltmeisterschaft 1958 in Garmisch-Partenkirchen gewann er mit Sergio Zardini, Alberto Righini und Massimo Bogana die Bronzemedaille im Viererbob. Bei der Bob-Weltmeisterschaft 1963 in Igls wurde er mit Romano Bonagura, Sergio Zardini und Ferruccio Dalla Torre Weltmeister im Viererbob.